# 肿节石斛
肿节石斛（学名：Dendrobium pendulum）为兰科石斛属下的一个种。

## 扩展阅读
- 維基物種上的相關：肿节石斛